# Carlton, Suffolk
Carlton är en ort i civil parish Kelsale cum Carlton, i distriktet East Suffolk i grevskapet Suffolk i England. Orten är belägen 2 km från Saxmundham. År 1885 blev den en del av den då nybildade Kelsale cum Carlton. Parish hade 94 invånare år 1881. Byn nämndes i Domedagsboken (Domesday Book) år 1086, och kallades då Carletuna.